# Liste der Monuments historiques in Damvillers
Die Liste der Monuments historiques in Damvillers führt die Monuments historiques in der französischen Gemeinde Damvillers auf.

## Liste der Immobilien
| Bezeichnung       | Beschreibung           | Standort          | Kennzeichnung | Schutzstatus | Datum | Bild           |
| ----------------- | ---------------------- | ----------------- | ------------- | ------------ | ----- | -------------- |
| Kirche St-Maurice | ab dem 12. Jahrhundert | Rue Carnot (Lage) | PA00106523    | Classé       | 1921  | weitere Bilder |

## Liste der Objekte
| Bezeichnung                                      | Beschreibung | Standort                        | Kennzeichnung | Schutzstatus | Datum | Bild |
| ------------------------------------------------ | --- | ------------------------------- | ------------- | ------------ | ----- | ---- |
| Lesepult                                         | Eichenholz, 17. oder 18. Jahrhundert | in der Kirche St-Maurice (Lage) | PM55002705    | Inscrit      | 2010  |      |
| Skulptur Notre-Dame de Consolation               | Kalkstein, farbig gefasst, 14. Jahrhundert | in der Kirche St-Maurice (Lage) | PM55000207    | Classé       | 1965  |      |
| Medaillon mit Porträt von Étienne Maurice Gérard | Gold, Email, bemalt, um 1814 | im Hôtel de Ville (Lage)        | PM55002612    | Inscrit      | 2005  |      |
| Palla (1)                                        | Seide, bestickt, 19. Jahhrrhundert; im Centre départemental d’art sacré in Saint-Mihiel deponiert                                             | in der Kirche St-Maurice (Lage) | PM55001803    | Inscrit      | 1994  |      |
| Kelch und Patene                                 | Silber, vergoldet, 16. Jahrhundert; wähnrend des Ersten Weltkriegs gestohlen                                                                  | in der Kirche St-Maurice (Lage) | PM55000206    | Classé       | 1901  |      |
| Säbel von Étienne Maurice Gérard                 | mit Scheide; Messing, vergoldet, Eisen, Leder, Anfang des 19. Jahrhunderts                                                                    | im Hôtel de Ville (Lage)        | PM55002609    | Inscrit      | 2005  |      |
| Palla (2)                                        | Seide, bestickt, 19. Jahrhundert; im Centre départemental d’art sacré in Saint-Mihiel deponiert                                               | in der Kirche St-Maurice (Lage) | PM55001802    | Inscrit      | 1994  |      |
| Hostiendose                                      | Silber, vermutlich aus dem 18. Jahrhundert; im Centre départemental d’art sacré in Saint-Mihiel deponiert                                     | in der Kirche St-Maurice (Lage) | PM55001804    | Inscrit      | 1995  |      |
| Skulptur Heiliger Hubertus                       | Holz, farbig gefasst, 18. Jahrhundert | in der Kirche St-Maurice (Lage) | PM55002762    | Inscrit      | 1984  |      |
| Taufkleid von Étienne Maurice Gérard             | Leinen, 1773 | im Hôtel de Ville (Lage)        | PM55002610    | Inscrit      | 2005  |      |
| Ehrensäbel von Étienne Maurice Gérard            | Messing, versilbert und vergoldet, 1800 von Nicolas-Noël Boutet                                                                               | im Hôtel de Ville (Lage)        | PM55002611    | Inscrit      | 2005  |      |
| Weihwasserbecken                                 | Gusseisen, 18. Jahrhundert | in der Kirche St-Maurice (Lage) | PM55000208    | Classé       | 1981  |      |
| Gemälde Heiliger Maurutius                       | Ölfarbe auf Leinwand, vergoldeter Holzrahmen, 19. Jahrhundert                                                                                 | in der Kirche St-Maurice (Lage) | PM55002608    | Inscrit      | 2005  |      |
| Drei kanontafeln                                 | Aquarellfarbe und Tinte auf Pergament, vergoldeter Holzrahmen, 19. Jahrhundert; im Centre départemental d’art sacré in Saint-Mihiel deponiert | in der Kirche St-Maurice (Lage) | PM55001805    | Inscrit      | 1997  |      |